# 镇裕镇
镇裕镇，是中华人民共和国四川省广安市岳池县下辖的一个乡镇级行政单位。2019年12月，撤销石鼓乡，将其所属行政区域划归镇裕镇管辖。

## 行政区划
镇裕镇下辖以下地区：
裕安社区、瓦店子村、香炉山村、丁家石盘村、半沟村、大田湾村、胡家桥村、中渡沟村、七龙寺村、尹家沟村、斋公坝村、龙家浩村和油榨溪村。